# Camila (film)
Pour les articles homonymes, voir Camila.
Pour plus de détails, voir Fiche technique et Distribution.
Camila est un film argentin réalisé par María Luisa Bemberg, sorti en 1984. Le film fut nommé à l'Oscar du meilleur film en langue étrangère.

## Synopsis
Buenos Aires, à l'époque du gouvernement de Juan Manuel de Rosas (1829-1852). Camila O'Gorman, jeune fille éduquée dans la discipline d'une famille traditionnelle, s'éprend d'un père jésuite, Ladislao Gutiérrez. Celui-ci, bouleversé par la beauté de Camila, est désormais déchiré entre l'accomplissement de sa vocation et ses sentiments passionnés. Les deux amants finissent toutefois par s'enfuir ensemble. Face au scandale, l'Église et les défenseurs de l'ordre s'allient contre les amants...

## Fiche technique
- Titre : Camila
- Réalisation : María Luisa Bemberg
- Scénario : María Luisa Bemberg, Beda Docampo Feijóo et Juan Bautista Stagnaro
- Production : Lita Stantic pour Gea Cinematográfica
- Musique : Luis María Serra
- Photo : Fernando Arribas - Couleur
- Montage : Luis César D'Angiolillo
- Direction artistique : Miguel Rodríguez
- Costumes : Graciela Galán
- Pays de production :  Argentine
- Durée : 107 minutes
- Date de sortie :  17 mai 1984 en Argentine

## Distribution
- Susú Pecoraro : Camila O'Gorman
- Imanol Arias : Ladislao Gutiérrez
- Héctor Alterio : Adolfo O'Gorman
- Elena Tasisto : Joaquina O'Gorman
- Carlos Muñoz : Monseigneur Elortondo
- Héctor Pellegrini : Commandant Soto
- Mona Maris : La Perichona

## Commentaire
- La sortie de Camila coïncidait avec une nouvelle ère en Argentine : celle du retour à la démocratie. Ainsi, peut-on s'expliquer l'extraordinaire succès critique et public du film de María Luisa Bemberg, l'une des premières réalisatrices en son pays.
- Camila est certes une œuvre politique dénonçant l'intolérance, l'autoritarisme et les valeurs compassées, mais c'est aussi une rigoureuse reconstitution historique d'une magnifique beauté visuelle produisant paradoxalement « l'effet d'un rêve ou d'un conte d'amour. »[1]
- Le film baigne dans une atmosphère romantique. « Le cinéma réaliste classique, surtout le mélodrame dans lequel Camila s'inscrit, est justement caractérisé pour "remettre la femme à sa place". Bemberg rejette les modes hégémoniques de représentation de l'image et du rôle attribués à la femme : Camila se rebelle, et cette attitude se renforce jusqu'au questionnement pratique de la morale de son époque », écrit Mayra Leciñana Blanchard[2].